# Faktura zaliczkowa
Faktura zaliczkowa – dokument, który rejestruje otrzymanie poszczególnych zaliczek od kontrahenta. Oznacza to, że każda część płatności (przepłata) dokonana przez kontrahenta jest rejestrowana osobno, jednakże odnosi się do jednego pierwotnego dokumentu.
Fakturę zaliczkową stosuje się w przypadku, rozliczenia otrzymanych zaliczek na poczet przyszłych dostaw. Przedsiębiorca zobowiązany jest do wystawienia jej w terminie do 15 dni od dnia otrzymania zaliczki, ale nie wcześniej niż 30 dni przed otrzymaniem płatności.

## Zawartość faktury zaliczkowej
Aby faktura była uznana za poprawną, musi zawierać elementy danych, które są niezbędne według przepisów prawa. Mianowice są to dane:
- data wystawienia,
- kolejny numer,
- imiona i nazwiska lub nazwy sprzedawcy i nabywcy oraz ich adresy,
- numery NIP sprzedawcy i nabywcy,
- data otrzymania całości lub części należności, o ile różni się ona od daty wystawienia faktury,
- kwota otrzymanej należności,
- kwota podatku,
- dane dotyczące zamówienia lub umowy, a w szczególności: nazwę (rodzaj) towaru lub usługi, cenę jednostkową netto, ilość zamówionych towarów, wartość zamówionych towarów lub usług netto, stawki podatku, kwoty podatku oraz wartość brutto zamówienia lub umowy.

W sytuacji gdy zaliczka nie obejmuje całości zapłaty, to po uregulowaniu całości należności, rozliczenia można dokonać na dwa sposoby:
1. Pierwsza to wystawienie ostatniej faktury zaliczkowej,
2. Druga to wystawienie „normalnej” faktury VAT, która będzie uwzględniała wszystkie wpłacone zaliczki[1].

Należy podkreślić, że jeżeli faktura zaliczkowa nie obejmuje całej wartości transakcji (sprzedaży towarów czy usług), to sprzedawca w momencie jej realizacji zobowiązany jest do wystawienia faktury końcowej (rozliczeniowej).

## Sytuacje, kiedy nie można wystawiać faktury zaliczkowej
Istnieją sytuacje, w których nie można wystawiać faktur zaliczkowych. Jest to z góry zabronione przez obowiązujące przepisy prawa.
W związku z powyższym faktury zaliczkowej nie można wystawić przy dokumentowaniu zaliczek na poczet:
- wewnątrzwspólnotowej dostawy towarów,
- dostaw energii elektrycznej, cieplnej lub chłodniczej oraz gazu przewodowego,

- świadczenia usług telekomunikacyjnych i radiokomunikacyjnych,

- świadczenia usług związanych z uzdatnianiem i dostarczaniem wody za pośrednictwem sieci wodociągowych (usługi wymienione w poz. 140-153, 174 i 175 załącznika nr 3 do Ustawy o podatku od towarów i usług[2]),

- świadczenia usług najmu, dzierżawy, leasingu lub usług o podobnym charakterze,
- świadczenia usług ochrony osób oraz usług ochrony, dozoru i przechowywania mienia,
- świadczenia usług stałej obsługi prawnej i biurowej,
- świadczenia usług dystrybucji energii elektrycznej, cieplnej lub chłodniczej oraz gazu przewodowego.

Dlaczego? Ponieważ otrzymanie ww. zaliczek nie skutkuje powstaniem obowiązku podatkowego - nie ma obowiązku dokumentowania zaistniałej operacji gospodarczej, ponieważ fizycznie jej nie ma.